# Четвърто управление
Четвърто управление (за „контраразузнавателно обслужване на икономиката“) е подразделение на Държавна сигурност на България, натоварено с функциите на политическа полиция в предприятията.

## История
Икономическото контраразузнаване до 1986 г. е част от Второ главно управление, а през 1986 г. е обособено като самостоятелно Четвърто управление („за контраразузнавателно обслужване на икономиката“). Първоначално е сформирано, за да контролира държавните предприятия, много от които при опитите за стопанска либерализация в началото на 80-те години получават възможност за преки контакти с чужди контрагенти, както и за да следи за политическите настроения сред работниците и за дейността на чуждите предприятия с дейност в България. В средата на 80-те години негова основна дейност вече е организирането на нелегална външнотърговска дейност.
Четвърто управление участва активно в контрабандата на злато, чужда валута, битова техника, цигари, напитки, наричана „скрит транзит“. То ръководи нелегалния реекспорт на оръжие и боеприпаси, извършван от Кинтекс и дъщерните му предприятия, както и износа на „медикаменти, намиращи се под контрола на Международната здравна организация“.
След обособяването на Четвърто управление негов началник е Кирил Величков.